# Наука для душі
Наука для душі. Нотатки раціоналіста (англ. Science in the Soul: Selected Writings of a Passionate Rationalist)  – книга головного інтелектуала світового значення (за версією  британського журналу «Prospect»), еволюційного біолога, засновника меметики та члена Королівського літературного товариства Річарда Докінза. Вперше вийшла 8 серпня 2017 року у видавництві «Random House» (США). Українською мовою книгу перекладено та опубліковано 2019 року видавництвом «Наш Формат» (перекладач – Дар'я Прокопик).

## Огляд книги
Книга відредагована Джилліан Сомерскалес та присвячена Крістоферу Гітченсу (1949-2011). Разом із «A Devil's Chaplain» (2003), це видання є другим збірником есе Річарда Докінза, яке містить понад сорок нарисів, есе, лекцій та листів (які представлено у восьми розділах) про важливість науки.

## Основний зміст
Автор відкриває «шлюзи» множинних упереджень, які протягом багатьох років були неприйнятними. Докінз закликає читачів насамперед користуватися розумом, щоб, наприклад, всередині кабіни для голосування не проявились ненароком якісь почуття чи інші сліпі бачення чогось.
Низку питань він досліджує вперше у світовій історії, в тому числі важливість емпіричних даних. Паралельно, засуджує погану науку, релігійну школу та негативні зміни клімату. Пристрасно Річард Докінз ставиться до «священної істини природи», і з властивою йому віртуозністю передає всю славу й одночасну складність оточуючого світу. Зокрема, у дослідженнях геологічного часу вплітає особливу історію гігантських черепах та морських черепах, чиї подорожі між водою і сушею дають змогу глибше зрозуміти історію еволюції. 

## Додаткова інформація
Містер Докінз також є автором таких відомих видань, як «Егоїстичний ген»,  «Розширений фенотип», «Сліпий годинникар», «Ілюзія Бога» та ін. 
Майкл Шермер, головний редактор «Skeptic», писав, що «жоден живий вчений не заслуговує на таке визнання, як Річард Докінз, кожна книга якого відображає його літературного генія і наукову сутність. Наука в душі є ідеальним втіленням якості літератури».
Попри велику протяжність виходу публікацій (майже 30 років), що зібрані в книзі, вони є досі актуальними для сучасного розвитку знать та вмінь людської цивілізації.

## Переклад українською
- Річард Докінз. Наука для душі. Нотатки раціоналіста / пер. Дар'я Прокопик. - К.: Наш Формат, 2019. - ISBN 978-617-7682-72-0.